# Adventures of Falcon
Adventures of Falcon è una serie televisiva statunitense in 39 episodi trasmessi per la prima volta nel corso di una sola stagione dal 1954 al 1956.
È una serie d'avventura a sfondo spionistico incentrata sulle avventure dell'agente segreto Mike Waring, conosciuto come The Falcon, un personaggio creato dallo scrittore Michael Arlen protagonista, oltre che di una serie di romanzi partita nel 1940, anche di una serie di 16 film cinematografici distribuiti dal 1941 al 1949.

## Personaggi e interpreti

### Personaggi principali
- Mike Waring (39 episodi, 1954-1956), interpretato da Charles McGraw.

### Personaggi secondari
- Colonnello Winston (4 episodi, 1954-1955), interpretato da James Flavin.
- Pete Caddy (3 episodi, 1954-1955), interpretato da Douglas Kennedy.
- Blake (3 episodi, 1954-1955), interpretato da Paul Bryar.
- Carol Morgan (3 episodi, 1954-1955), interpretata da Adele Mara.
- Hunter (3 episodi, 1954-1955), interpretato da William Haade.
- Poliziotto (3 episodi, 1954-1955), interpretato da Pat Collins.
- Christine (3 episodi, 1954-1955), interpretata da Jean Willes.
- Carados (3 episodi, 1954), interpretato da Lawrence Dobkin.
- Anne Marshal (3 episodi, 1954), interpretata da Betty Lou Gerson.
- Capitano Dan Howell (2 episodi, 1954), interpretato da John Damler.
- Abdul Selim Bey (2 episodi, 1954), interpretato da Stephen Bekassy.
- Amos Daly (2 episodi, 1954), interpretato da Paul Fix.
- Curt Samish (2 episodi, 1954), interpretato da Kurt Katch.
- Horace Packer (2 episodi, 1954-1955), interpretato da Charles Halton.
- Kwan (2 episodi, 1954), interpretato da Charles Lung.
- Barton (2 episodi, 1954), interpretato da Willard Sage.
- Chuck Moroney (2 episodi, 1954-1955), interpretato da Hugh Sanders.
- Adam Harcourt (2 episodi, 1954), interpretato da Jonathan Hale.
- Proprietario del Caffè (2 episodi, 1954-1955), interpretato da Gil Perkins.
- Carol Usher (2 episodi, 1954-1956), interpretato da Nancy Gates.
- Constantine (2 episodi, 1954-1955), interpretato da Stanley Andrews.
- Barista (2 episodi, 1954-1955), interpretato da Charles Cane.
- Pete Barber (2 episodi, 1954-1955), interpretato da Clancy Cooper.
- Cliff Brent (2 episodi, 1954-1955), interpretato da Douglas Fowley.
- Chico (2 episodi, 1954-1955), interpretato da Lou Krugman.
- Joe Wojnowski (2 episodi, 1954-1955), interpretato da Will J. White.
- Barry Lang (2 episodi, 1954), interpretato da Robert Armstrong.
- Angelo Corelli (2 episodi, 1954), interpretato da Richard Benedict.
- Arthur Hall (2 episodi, 1954), interpretato da Robert Bice.
- Benny (2 episodi, 1954), interpretato da Kem Dibbs.
- Dottor Vogel (2 episodi, 1954), interpretato da Anthony Eustrel.
- Brother Superior (2 episodi, 1954), interpretato da Gregory Gaye.
- Tiny Russell (2 episodi, 1954), interpretato da William F. Leicester.
- Sergente (2 episodi, 1954), interpretato da Robert Paquin.
- Civilian (2 episodi, 1954), interpretato da John Phillips.
- Charles Quentin (2 episodi, 1954), interpretato da Lyle Talbot.
- Julian (2 episodi, 1954), interpretato da Philip Van Zandt.
- Lois Jordan (2 episodi, 1955-1956), interpretato da Betty Ball.
- Sam (2 episodi, 1955-1956), interpretato da Herb Vigran.
- Tom Farney (2 episodi, 1955), interpretato da Tristram Coffin.
- Joe Dermid (2 episodi, 1955), interpretato da Ted de Corsia.

## Produzione
La serie fu prodotta da Bernard L. Schubert per la Federal Telefilms ed è ispirata ad un personaggio creato dallo scrittore Michael Arlen. Il produttore esecutivo fu Buster Collier.

### Registi
Tra i registi sono accreditati:
- Ralph Murphy in 11 episodi (1954-1955)
- Paul Landres in 8 episodi (1954)
- Derwin Abrahams in 5 episodi (1954-1956)
- Don McDougall in 3 episodi (1954-1955)
- Seymour Friedman in 2 episodi (1954-1955)
- Robert G. Walker in 2 episodi (1954-1955)

### Sceneggiatori
Tra gli sceneggiatori sono accreditati:
- Gene Wang in 10 episodi (1954-1955)
- Herbert Purdom in 6 episodi (1954-1955)
- H. Purdum in 5 episodi (1954-1956)
- Benton J. Cheyney in 4 episodi (1954-1955)
- Warren Wilson in 4 episodi (1954-1955)
- J. Benton Cheney in 3 episodi (1954-1955)
- Earl Baldwin in 3 episodi (1955)
- Louis Vittes in 2 episodi (1954-1955)
- William F. Leicester in 2 episodi (1954)
- Michael Arlen in un episodio (1954)

## Distribuzione
La serie fu trasmessa negli Stati Uniti dal 24 giugno 1954 al 17 marzo 1955 in syndication.

## Episodi
| Stagione       | Episodi | Prima TV USA |
| -------------- | ------- | ------------ |
| Prima stagione | 39      | 1954-1955    |